# Belkys Larcher de Tejeda
Belkys Esther Larcher de Tejeda (Coronda, Provincia de Santa Fe, 16 de noviembre de 1948) es una poeta, narradora y ensayista argentina.

## Biografía
Belkys se recibió de profesora de castellano y literatura en el Instituto Superior de Profesorado N° 6 en 1970. Luego, se mudó a la Provincia del Chaco.
En Las Breñas trabajó como docente y se casó con el profesor Julio Antonio Tejeda. Se radicaron en General Pinedo donde formaron su familia. Se desempeñó como docente en el Bachillerato N° 8 "José Manuel Estrada" y ocupó los cargos de vicedirectora y directora en dicho establecimiento. Al jubilarse, retornó a su ciudad natal. Cuando publica su primer libro de poemas, Desde mi orilla, regresa a General Pinedo para su presentación ya que el mismo plasma sus vivencias en esa ciudad.
Además fue asesora de cultura de la Municipalidad de Coronda ad honorem en el período 2001 a 2003. Integró la comisión directiva de ASDE, Asociación Argentina de Escritores, y fue en dos ocasiones presidenta de SADE Coronda, Sociedad Argentina de Escritores. En el Liceo Municipal de Gálvez, creó y coordinó talleres literarios para adultos y en la Biblioteca Popular de Coronda el de niños Cuentacuentos y el de jóvenes y adultos Pájaro Salvaje. Organiza encuentros nacionales de escritores y jornadas literarias en Coronda y en Gálvez.
Obtuvo premios en certámenes literarios locales, provinciales, nacionales e internacionales y reconocimientos por su accionar cultural.
Publicó en diarios y periódicos nacionales y participó en antologías nacionales e internacionales. Integró jurados a nivel local, regional y provincial y ha sido invitada como exponente a congresos y simposios nacionales e internacionales. Es la fundadora y directora de la revista literaria Claraboya, de distribución gratuita que agrupa obras variadas de la región centro del país, destacándose por el apoyo que brinda a otros escritores e iniciados en el arte de las letras. Organiza y participa de actos culturales y trabaja en la realización de publicaciones de antologías colectivas.

## Obras publicadas
- Desde mi orilla, 1992 - poemas.[16]
- Nuestras raíces, 1993 - coautora, textos narrativos y poéticos.
- Mujeres galardonadas con el premio nobel de literatura, 1995 - coautora, ensayo.[17]
- Apuntes para un acercamiento a la literatura corondina, 1997 - coautora, ensayo.[18]
- Desde la raíz, 1998 - poemas.[19]
- Abrazo de la memoria, 2000 - poemas.
- XX simposio internacional de literatura del mundo hispánico, 2002 - coautora, ensayo.
- Los juegos de la luz en la poética de Estrella Quinteros, 2003 - ensayo.
- Bocetos literarios, 2003 - ensayos breves.[20]
- Fue un sueño de amor, 2004 - cuentos.
- CD: antología poética, 2004 - música, voz e imágenes.
- Delirios y alucinaciones en la literatura, 2004 - ensayo.
- Aquerenciado rubí, 2005 - ensayo.
- Hilos de amor y de tiempo, 2005 - poemas.
- De sombra y luz, 2006 - poemas.
- Mientras cae la lluvia, 2008 - cuentos.
- Latido de horizontes, 2008 - poemas.
- Mientras pasan las estaciones, 2010 - cuentos.
- Navegando los miedos, 2011 - poemas.[21]
- La sombra de los Montenegro, 2012 - novela.[22]